# Реформатские церкви Южной Африки
Реформатские церкви Южной Африки (африк. Gereformeerde Kerke in Suid-Afrika) — христианская конфессия в Южной Африке.
Организация основанная в 1859 году в Рюстенбурге. Членов церкви иногда называют «допперами» (Doppers).

## История
В начале XIX века в голландских церквях в Нидерландах был представлен новый сборник гимнов, собранный в Голландской реформатской церкви в Капской колонии. Многие из этих песен противоречили учениям трех исповеданий, принятых на Дортском Синоде (Гейдельбергский катехизис, Бельгийское исповедание и Дортские каноны). Некоторые члены церкви не могли принять эти доктрины. Когда они отказались петь гимны, им грозило отлучение. Они придерживались мнения «В Божьем доме Божьи песни» (In Gods huis Gods lied).
Основатели деноминации были сконцентрированы в окрестностях Рюстенбурга, в Трансваале. В 1859 году 15 братьев решили отделиться от Голландской реформатской церкви. Эти 15 членов провели собрание 10 февраля 1859 года под в Рюстенбурге. На этом собрании 300 членов зарегистрировались в качестве членов «Gereformeerde Kerke». Сегодня это место отмечено памятником «дерево Сиринга».
Церковь основала семинарию для богословских исследований и подготовки учителей в Бургерсдорпе в Восточной Капской провинции. В начале XX века семинарию перенесли в Почефструм, где она стала Университетским колледжем высшего христианского образования Почефструма, ныне Северо-Западным университетом. Одним из факультетов является семинария для подготовки служителей.

## Современность
Официальное название церковной организации сегодня — «Реформатские церкви Южной Африки». В организации 415 общин, служащих на всех 11 официальных языках Южной Африки. Церкви проводят собрания в Зимбабве, Намибии и Лесото.

## Песенник
Сегодня Gereformeerde Kerke использует только гимны из Библии: псалмы, а также «Скрифбериминги» (Skrifberymings) — гимны, основанные на отрывках из Библии. Помимо Псалмов и Скрифберимингов, в сборнике гимнов содержатся:
- Три формы единства, которые состоят из Бельгийского исповедания, Гейдельбергского катехизиса и Дортских канонов
- Литургические формы крещения детей, публичного исповедания веры, крещения взрослых, святого причастия, конфирмации старцев и диаконов, конфирмации служителей и обряда бракосочетания

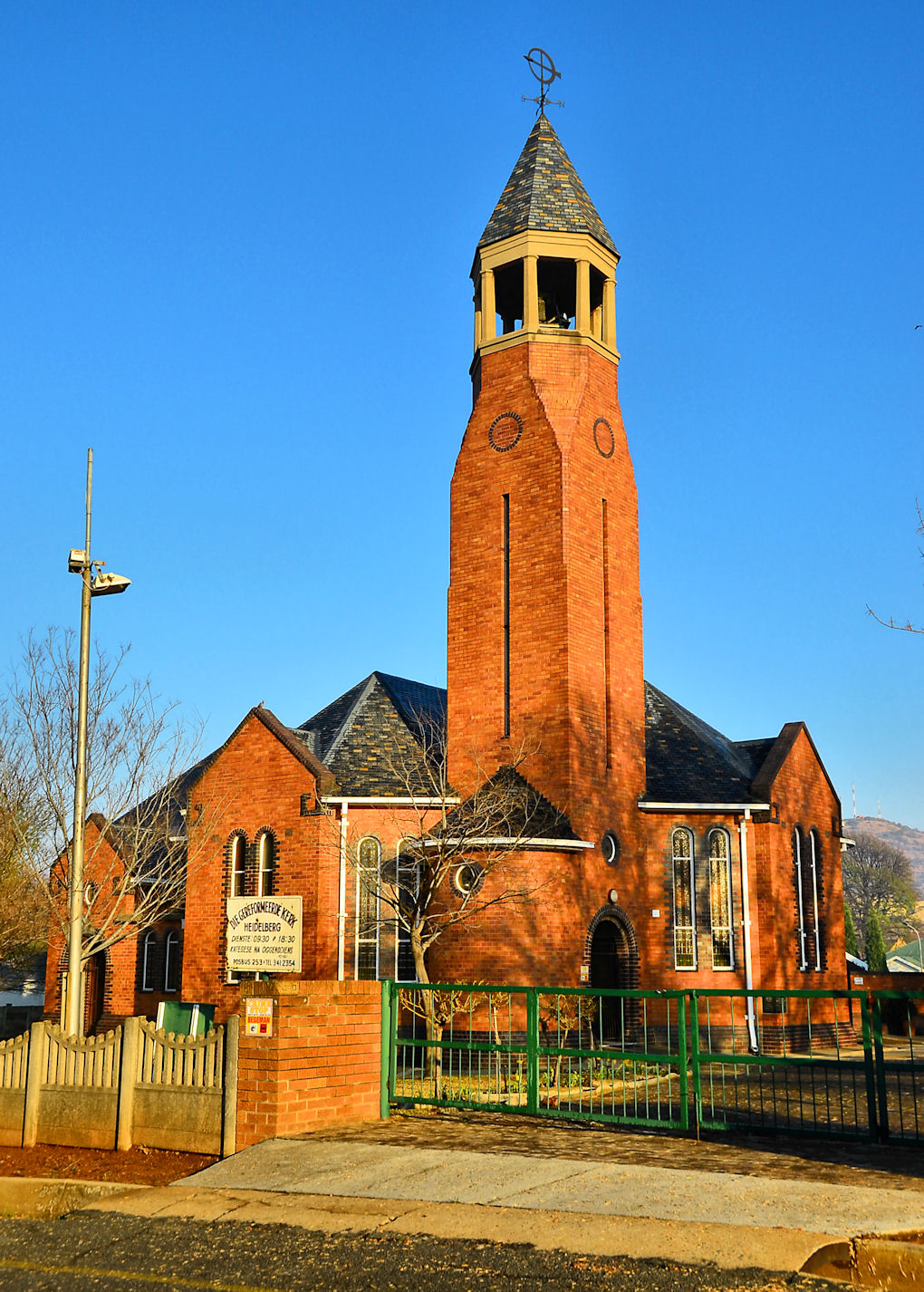
Гейдельбергская реформатская церковь в Гейдельберге, Южная Африка

- Церковный орден
- Ряд молитв

## Теология
Реформатские церкви Южной Африки имеют свою собственную богословскую семинарию «Die Teologiese Skool» в Почефструме.

### Вероучение
- Апостольский Символ веры
- Афанасьевский Символ веры
- Никейский Символ веры

### Исповедания
- Каноны Дорта
- Бельгийское исповедание
- Гейдельбергский катехизис[8][9]

## Структура
Организация имеет пресвитерианско-синодальную систему церковного управления. Генеральный синод собирается раз в три года в Почефструме. Церковь состоит из Восточного регионального синода, Бушвельдского синода, Северо-западного синода, Регионального синода Свободного государства и Квазулу-Наталя, Южного регионального синода и Регионального синода Рандвааля.

## Миссии
Реформатские церкви Южной Африки имеют ряд растущих местных общин — местные отделения в Ботсване и Мозамбике. В Бурунди открыты церкви. Реформатская церковь в Рюстенбурге, Южная Африка, заключила соглашение с пресвитерианской церковью Кошин в Корее о поддержке евангелизации и создании новых мультикультурных церквей в районе Рюстенбурга. Церковь сотрудничает с Пресвитерианской церковью Бразилии в миссиях в Анголе и Мозамбике. Организация также участвует в создании реформатской церкви в Ханое, Вьетнам.

## Межцерковные связи
Реформатские церкви Южной Африки являются членами Всемирного реформатского братства и Международной конференции реформатских церквей. Организация сотрудничает с Международным институтом исламских исследований (International Institute of Islamic Studies) и имеет сестринские отношения с церквями:
- Христианские реформатские церкви в Нидерландах
- Реформатские церкви в Нидерландах (освобождены)
- Реформатские церкви Нидерландов
- Реформатские церкви в Ботсване
- Объединенная реформатская церковь в Конго
- Христианская реформатская церковь в Северной Америке
- Православная пресвитерианская церковь
- Христианские реформатские церкви Австралии
- Свободная церковь Шотландии
- Реформатские церкви Новой Зеландии
- Реформатская церковь в Японии
- Пресвитерианская церковь в Корее (Кошин)[15][16]
- Генеральная ассамблея пресвитерианской церкви Филиппин
- Пресвитерия национального столичного региона пресвитерианской церкви Филиппин

## Внешние ссылки
- Официальный веб-сайт